# Pallavolo Sirio Perugia

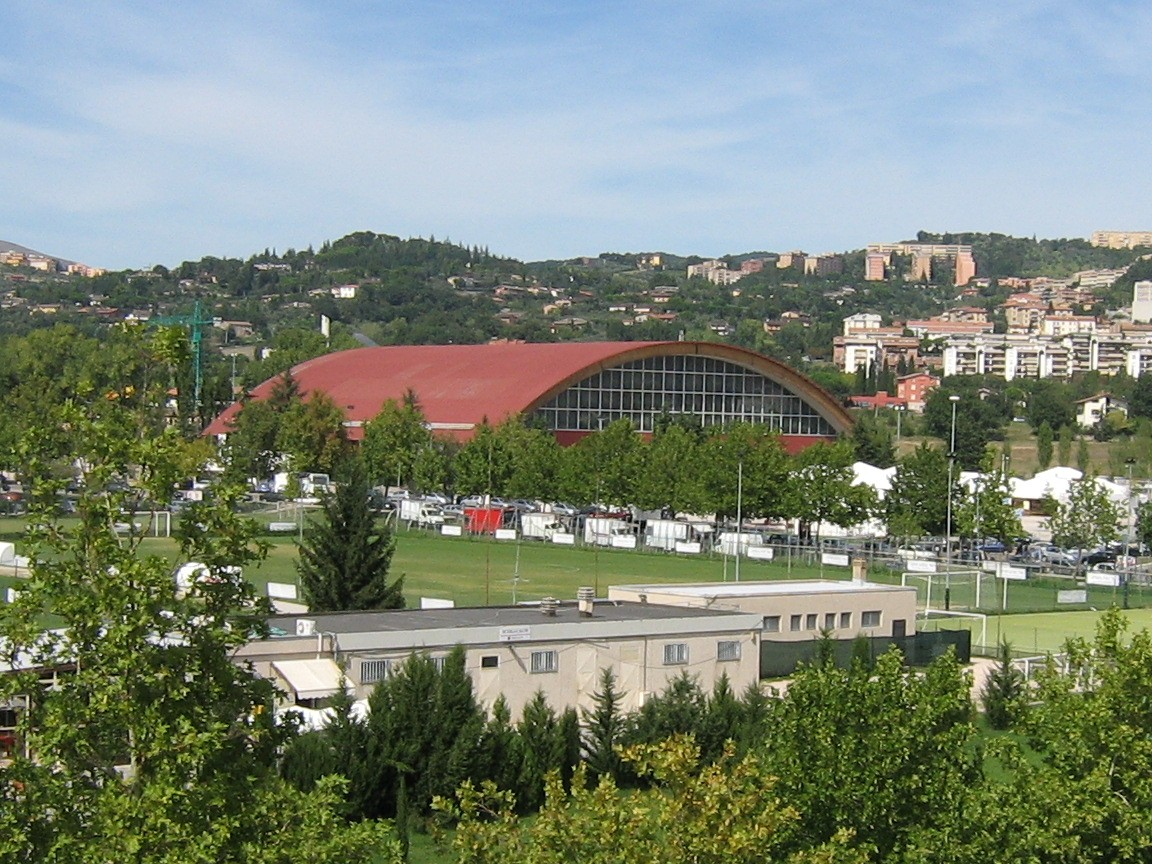
Hala w Perugii

Pallavolo Sirio Perugia – włoski żeński klub siatkarski powstały w 1970 roku w Perugii. W 1989 roku zespół ten awansował do Serie A1. Wcześniej występował pod nazwą Despar Sirio Perugia. Przez 9 lat w zespole Perugii grała najlepsza siatkarka Europy roku 2005 – Dorota Świeniewicz.

## Bilans sezon po sezonie
| Sezon     | Rozgrywki ligowe | Rozgrywki ligowe | Puchar Włoch | Puchary europejskie                            |
| Sezon     | Poziom           | Miejsce          | Puchar Włoch | Puchary europejskie                            |
| --------- | ---------------- | ---------------- | ------------ | ---------------------------------------------- |
| 1987/1988 | Serie A2         | 3. miejsce       |              |                                                |
| 1988/1989 | Serie A2         | 1. miejsce       |              |                                                |
| 1989/1990 | Serie A1         | 12. miejsce      |              |                                                |
| 1990/1991 | Serie A1         | 2. miejsce       | 2. miejsce   |                                                |
| 1991/1992 | Serie A1         | 2. miejsce       | 1. miejsce   | Puchar Europy Zdobywczyń Pucharów — 2. miejsce |
| 1992/1993 | Serie A1         | 8. miejsce       |              | Puchar Europy Zdobywczyń Pucharów — 3. miejsce |
| 1993/1994 | Serie A1         | 9. miejsce       |              |                                                |
| 1994/1995 | Serie A1         | 12. miejsce      | 1/8 finału   |                                                |
| 1995/1996 | Serie A2         | 3. miejsce       | 1/8 finału   |                                                |
| 1996/1997 | Serie A1         | 7. miejsce       | 1/8 finału   |                                                |
| 1997/1998 | Serie A1         | 7. miejsce       | 1/8 finału   |                                                |
| 1998/1999 | Serie A1         | 4. miejsce       | 1. miejsce   |                                                |
| 1999/2000 | Serie A1         | 3. miejsce       | półfinał     | Puchar Europy Zdobywczyń Pucharów — 1. miejsce |
| 2000/2001 | Serie A1         | 6. miejsce       | 3. miejsce   | Puchar CEV — 3. miejsce                        |
| 2001/2002 | Serie A1         | 3. miejsce       | 1/8 finału   |                                                |
| 2002/2003 | Serie A1         | 1. miejsce       | 1. miejsce   | Puchar CEV — 3. miejsce                        |
| 2003/2004 | Serie A1         | 6. miejsce       | półfinał     | Liga Mistrzyń — 2. miejsce                     |
| 2004/2005 | Serie A1         | 1. miejsce       | 1. miejsce   | Puchar CEV — 1. miejsce                        |
| 2005/2006 | Serie A1         | 5. miejsce       | półfinał     | Liga Mistrzyń — 1. miejsce                     |
| 2006/2007 | Serie A1         | 1. miejsce       | 1. miejsce   | Puchar CEV — 1. miejsce                        |
| 2007/2008 | Serie A1         | 2. miejsce       | ćwierćfinał  | Liga Mistrzyń — 1. miejsce                     |
| 2008/2009 | Serie A1         | 6. miejsce       | 1/16 finału  | Liga Mistrzyń — 3. miejsce                     |
| 2009/2010 | Serie A1         | 6. miejsce       | ćwierćfinał  |                                                |
| 2010/2011 | Serie A1         | 8. miejsce       | 1/8 finału   |                                                |

Poziom rozgrywek:
     pierwszy, najwyższy ogólnokrajowy
     drugi
     trzeci
     czwarty
     piąty

## Sukcesy
Mistrzostwo Włoch:
- 2003, 2005, 2007
- 1991, 1992, 2008

Puchar Włoch:
- 1992, 1999, 2003, 2005, 2007

Puchar Europy Zdobywczyń Pucharów:
- 2000
- 1992
- 1993

Puchar CEV:
- 2005, 2007
- 2001, 2003

Liga Mistrzyń:
- 2006, 2008
- 2004
- 2009

Puchar Europy:
- 2005, 2007

Puchar włoskiej Serie A1:
- 2006

Superpuchar Włoch:
- 2007

## Nazwy klubu
- 1991-1992: Imet Perugia
- 1992-1993: Rasimelli&Coletti Perugia
- 1993-1994: Despar Perugia
- 1994-1995: Despar Sirio Perugia
- 1995-2001: Despar Perugia
- 2001-2002: Despar Colussi Perugia
- 2002-2003: Despar Perugia
- 2003-2004: Despar Sirio Perugia
- 2004-2011: Despar Perugia

## Polki w klubie
| Lata gry  | Imię i nazwisko    |
| --------- | ------------------ |
| 1997-2006 | Dorota Świeniewicz |
| 1998-2001 | Magdalena Śliwa    |
| 2004-2005 | Katarzyna Gujska   |

## Trenerzy
| Od         | Do         | Imię i nazwisko           |
| ---------- | ---------- | ------------------------- |
| 1990       | 1992       | Bernardo Rezende          |
| 1992       | 1993       | Wiktor Bardok             |
| 1993       | 1994       | Carlos Aparecido Saldanha |
| 1994       | 1997       | Giuseppe Cuccarini        |
| 1997       | 2007       | Massimo Barbolini         |
| 2007       | 2008       | Emanuele Sbano            |
| 2008       | 20.11.2008 | Mauro Chiappafreddo       |
| 21.11.2008 | 13.04.2009 | Giovanni Caprara          |
| 14.04.2009 | 01.03.2010 | Emanuele Sbano            |
| 02.03.2010 | 28.12.2010 | Claudio César Cuello      |
| 29.12.2010 | 2011       | Zoran Terzić              |

## Kadra

### Sezon 2010/2011
- Pierwszy trener:  Claudio César Cuello/ Zoran Terzić
- Asystent trenera:  Francesco Tardioli

| 1                                                   | Olga Fatiejewa                                      | 1984                                                      | 190                                                       | przyjmująca/atakująca                                     |
| 2                                                   | Annamaria Quaranta                                  | 1981                                                      | 184                                                       | przyjmująca                                               |
| 4                                                   | Manuela Leggeri                                     | 1976                                                      | 186                                                       | środkowa                                                  |
| 5                                                   | Adelina Fartade                                     | 1993                                                      | 180                                                       | libero                                                    |
| 6                                                   | Ivana Luković                                       | 1992                                                      | 190                                                       | atakująca                                                 |
| 7                                                   | Ołesia Rychluk                                      | 1987                                                      | 194                                                       | atakująca                                                 |
| 8                                                   | Beatrice Sacco                                      | 1983                                                      | 169                                                       | libero                                                    |
| 9                                                   | Chiara Arcangeli                                    | 1983                                                      | 167                                                       | libero                                                    |
| 10                                                  | Jekatierina Kriwiec                                 | 1984                                                      | 192                                                       | środkowa                                                  |
| 10                                                  | Simona Rinieri                                      | 1977                                                      | 188                                                       | przyjmująca                                               |
| 11                                                  | Sanja Popović                                       | 1984                                                      | 186                                                       | atakująca                                                 |
| 11                                                  | Elena Tomassi                                       | 1991                                                      | 173                                                       | przyjmująca                                               |
| 12                                                  | Veronica Angeloni                                   | 1986                                                      | 186                                                       | przyjmująca                                               |
| 13                                                  | Kseniya Ihnatsiuk                                   | 1989                                                      | 184                                                       | środkowa                                                  |
| 14                                                  | Cinzia Callegaro                                    | 1975                                                      | 175                                                       | rozgrywająca                                              |
| 17                                                  | Giulia Rondon                                       | 1987                                                      | 189                                                       | rozgrywająca                                              |
| 17                                                  | Lucía Paraja                                        | 1983                                                      | 187                                                       | środkowa                                                  |
| Zmiany kadrowe w trakcie sezonu                     |                                                     |                                                           |                                                           |                                                           |
| Przyszła                                            | Przyszła                                            | Odeszła                                                   | Odeszła                                                   | Odeszła                                                   |
| Adelina Fartade (od 31.01.2011)                     | Adelina Fartade (od 31.01.2011)                     | Ołesia Rychluk (do 20.01.2011) (Beşiktaş JK)              | Ołesia Rychluk (do 20.01.2011) (Beşiktaş JK)              | Ołesia Rychluk (do 20.01.2011) (Beşiktaş JK)              |
| Lucía Paraja (od 01.02.2011) (Club Voleibol Aguere) | Lucía Paraja (od 01.02.2011) (Club Voleibol Aguere) | Sanja Popović (do 20.01.2011) (GS Caltex Seoul KIXX)      | Sanja Popović (do 20.01.2011) (GS Caltex Seoul KIXX)      | Sanja Popović (do 20.01.2011) (GS Caltex Seoul KIXX)      |
| Elena Tomassi (od 06.02.2011)                       | Elena Tomassi (od 06.02.2011)                       | Giulia Rondon (do 20.01.2011) (MC-Carnaghi Villa Cortese) | Giulia Rondon (do 20.01.2011) (MC-Carnaghi Villa Cortese) | Giulia Rondon (do 20.01.2011) (MC-Carnaghi Villa Cortese) |
| Simona Rinieri (od 12.02.2011) (Atom Trefl Sopot)   | Simona Rinieri (od 12.02.2011) (Atom Trefl Sopot)   | Olga Fatiejewa (do 26.01.2011) (Atom Trefl Sopot)         | Olga Fatiejewa (do 26.01.2011) (Atom Trefl Sopot)         | Olga Fatiejewa (do 26.01.2011) (Atom Trefl Sopot)         |
|                                                     |                                                     | Jekatierina Kriwiec (do 26.01.2011) (Dinamo Moskwa)       |                                                           |                                                           |

### Sezon 2009/2010
- Pierwszy trener:  Emanuele Sbano/ Claudio César Cuello
- Asystent trenera:  Francesco Tardioli

| 1                                                         | Riikka Lehtonen                                           | 1979                                                                      | 183                                                       | przyjmująca                                               |
| 2                                                         | Annamaria Quaranta                                        | 1981                                                                      | 184                                                       | przyjmująca                                               |
| 4                                                         | Manuela Leggeri                                           | 1976                                                                      | 186                                                       | środkowa                                                  |
| 5                                                         | Antonina Zetowa                                           | 1973                                                                      | 189                                                       | atakująca                                                 |
| 6                                                         | Kathleen Weiß                                             | 1984                                                                      | 171                                                       | rozgrywająca                                              |
| 7                                                         | Jewhenija Duszkewycz                                      | 1979                                                                      | 187                                                       | środkowa                                                  |
| 8                                                         | Luisa Casillo                                             | 1988                                                                      | 188                                                       | środkowa                                                  |
| 9                                                         | Chiara Arcangeli                                          | 1983                                                                      | 167                                                       | libero                                                    |
| 10                                                        | Giulia Pincerato                                          | 1987                                                                      | 182                                                       | rozgrywająca                                              |
| 11                                                        | Marta Agostinetto                                         | 1987                                                                      | 184                                                       | atakująca                                                 |
| 12                                                        | Veronica Angeloni                                         | 1986                                                                      | 186                                                       | przyjmująca                                               |
| 16                                                        | Elica Wasilewa                                            | 1990                                                                      | 194                                                       | przyjmująca                                               |
| 17                                                        | Marta Medaglioni                                          | 1986                                                                      | 160                                                       | libero                                                    |
| 18                                                        | Georgina Klug                                             | 1984                                                                      | 171                                                       | przyjmująca                                               |
| Zmiany kadrowe w trakcie sezonu                           |                                                           |                                                                           |                                                           |                                                           |
| Przyszła                                                  | Przyszła                                                  | Odeszła                                                                   | Odeszła                                                   | Odeszła                                                   |
| Veronica Angeloni (od 03.01.2010) (RebecchiLupa Piacenza) | Veronica Angeloni (od 03.01.2010) (RebecchiLupa Piacenza) | Georgina Klug (do 28.12.2009) (So.Ge.S.A. Roma Pallavolo)                 | Georgina Klug (do 28.12.2009) (So.Ge.S.A. Roma Pallavolo) | Georgina Klug (do 28.12.2009) (So.Ge.S.A. Roma Pallavolo) |
|                                                           |                                                           | Marta Agostinetto (do 02.01.2010) (Cfg Recycle Florens Castellana Grotte) |                                                           |                                                           |

### Sezon 2008/2009
- Pierwszy trener:  Giovanni Caprara/ Emanuele Sbano
- Asystent trenera:  Mauro Chiappafreddo/ Francesco Fogu

| Nr | Imię i nazwisko      | Data ur. | Wzrost | Pozycja      |
| -- | -------------------- | -------- | ------ | ------------ |
| 1  | Kim Staelens         | 1982     | 182    | rozgrywająca |
| 3  | Elisa Togut          | 1978     | 192    | atakująca    |
| 4  | Lucia Crisanti       | 1986     | 186    | środkowa     |
| 5  | Luisa Casillo        | 1988     | 188    | środkowa     |
| 7  | Jewhenija Duszkewycz | 1979     | 187    | środkowa     |
| 8  | Giulia Decordi       | 1986     | 184    | przyjmująca  |
| 9  | Chiara Arcangeli     | 1983     | 167    | libero       |
| 10 | Giulia Pincerato     | 1987     | 182    | rozgrywająca |
| 11 | Yang Hao             | 1980     | 182    | atakująca    |
| 12 | Veronica Angeloni    | 1986     | 186    | przyjmująca  |
| 13 | Kim Willoughby       | 1980     | 178    | przyjmująca  |
| 15 | Janneke van Tienen   | 1979     | 177    | libero       |
| 17 | Marta Medaglioni     | 1986     | 160    | libero       |

### Sezon 2007/2008
- Pierwszy trener:  Emanuele Sbano
- Asystent trenera:  Mauro Chiappafreddo

| 1                                | Hanka Pachale             | 1976    | 190     | przyjmująca  |
| 2                                | Ana Grbac                 | 1988    | 187     | rozgrywająca |
| 4                                | Lucia Crisanti            | 1986    | 186     | środkowa     |
| 7                                | Neli Marinowa-Nesić       | 1971    | 175     | rozgrywająca |
| 8                                | Giulia Decordi            | 1986    | 184     | przyjmująca  |
| 9                                | Chiara Arcangeli          | 1983    | 167     | libero       |
| 10                               | Beatrice Sacco            | 1983    | 169     | libero       |
| 11                               | Marija Pavlović           | 1985    | 185     | środkowa     |
| 11                               | Elisa Mezzasoma           | 1990    | 180     | środkowa     |
| 11                               | Kseniya Ihnatsiuk         | 1989    | 184     | środkowa     |
| 13                               | Mirka Francia Vasconcelos | 1975    | 184     | przyjmująca  |
| 15                               | Antonella Del Core        | 1980    | 180     | przyjmująca  |
| 16                               | Tatiana Artmenko          | 1976    | 182     | przyjmująca  |
| 16                               | Francesca Valentini       | 1988    | 175     | środkowa     |
| 17                               | Simona Gioli              | 1977    | 185     | środkowa     |
| Zmiany kadrowe w trakcie sezonu  |                           |         |         |              |
| Przyszła                         | Przyszła                  | Odeszła | Odeszła | Odeszła      |
| Tatiana Artmenko (od 13.01.2008) |                           |         |         |              |

### Sezon 2006/2007
- Pierwszy trener:  Massimo Barbolini
- Asystent trenera:  Emanuele Sbano

| Nr | Imię i nazwisko              | Data ur. | Wzrost | Pozycja      |
| -- | ---------------------------- | -------- | ------ | ------------ |
| 1  | Walewska Moreira de Oliveira | 1979     | 190    | środkowa     |
| 2  | Ana Grbac                    | 1988     | 187    | rozgrywająca |
| 4  | Lucia Crisanti               | 1986     | 186    | środkowa     |
| 5  | Antonina Zetowa              | 1973     | 189    | atakująca    |
| 7  | Hélia Souza (Fofão)          | 1970     | 173    | rozgrywająca |
| 8  | Giulia Decordi               | 1986     | 184    | przyjmująca  |
| 9  | Chiara Arcangeli             | 1983     | 167    | libero       |
| 10 | Beatrice Sacco               | 1983     | 169    | libero       |
| 11 | Elisa Mezzasoma              | 1990     | 180    | środkowa     |
| 11 | Kseniya Ihnatsiuk            | 1989     | 184    | środkowa     |
| 12 | Senna Ušić                   | 1986     | 192    | przyjmująca  |
| 13 | Mirka Francia Vasconcelos    | 1975     | 184    | przyjmująca  |
| 15 | Antonella Del Core           | 1980     | 180    | przyjmująca  |
| 16 | Francesca Valentini          | 1988     | 175    | środkowa     |
| 17 | Simona Gioli                 | 1977     | 185    | środkowa     |

### Sezon 2005/2006
- Pierwszy trener:  Massimo Barbolini
- Asystent trenera:  Emanuele Sbano

| 1                               | Walewska Moreira de Oliveira | 1979                         | 190     | środkowa     |
| 2                               | Alessia Morelli              | 1985                         | 172     | przyjmująca  |
| 3                               | Dorota Świeniewicz           | 1972                         | 180     | przyjmująca  |
| 4                               | Lucia Crisanti               | 1986                         | 186     | środkowa     |
| 5                               | Antonina Zetowa              | 1973                         | 189     | atakująca    |
| 6                               | Chiara Di Iulio              | 1985                         | 184     | przyjmująca  |
| 7                               | Hélia Souza (Fofão)          | 1970                         | 173     | rozgrywająca |
| 8                               | Laura Venturini              | 1977                         | 172     | rozgrywająca |
| 9                               | Chiara Arcangeli             | 1983                         | 167     | libero       |
| 11                              | Elisa Mezzasoma              | 1990                         | 180     | środkowa     |
| 12                              | Senna Ušić                   | 1986                         | 192     | przyjmująca  |
| 13                              | Mirka Francia Vasconcelos    | 1975                         | 184     | przyjmująca  |
| 17                              | Simona Gioli                 | 1977                         | 185     | środkowa     |
| Zmiany kadrowe w trakcie sezonu |                              |                              |         |              |
| Przyszła                        | Przyszła                     | Odeszła                      | Odeszła | Odeszła      |
|                                 |                              | Simona Gioli (do 03.01.2006) |         |              |

### Sezon 2004/2005
- Pierwszy trener:  Massimo Barbolini
- Asystent trenera:  Emanuele Sbano

| Nr | Imię i nazwisko              | Data ur. | Wzrost | Pozycja      |
| -- | ---------------------------- | -------- | ------ | ------------ |
| 1  | Walewska Moreira de Oliveira | 1979     | 190    | środkowa     |
| 2  | Chiara Sacco                 | 1988     | 168    | przyjmująca  |
| 3  | Dorota Świeniewicz           | 1972     | 180    | przyjmująca  |
| 4  | Lucia Crisanti               | 1986     | 186    | środkowa     |
| 5  | Dragana Marinković           | 1982     | 197    | środkowa     |
| 6  | Chiara Di Iulio              | 1985     | 184    | przyjmująca  |
| 7  | Hélia Souza (Fofão)          | 1970     | 173    | rozgrywająca |
| 9  | Chiara Arcangeli             | 1983     | 167    | libero       |
| 10 | Katarzyna Gujska             | 1975     | 180    | rozgrywająca |
| 12 | Taismary Agüero              | 1977     | 177    | atakująca    |
| 13 | Mirka Francia Vasconcelos    | 1975     | 184    | przyjmująca  |
| 17 | Simona Gioli                 | 1977     | 185    | środkowa     |

### Sezon 2003/2004
- Pierwszy trener:  Massimo Barbolini
- Asystent trenera:  Paolo Collavini

| 1                                                      | Karina Ocasio             | 1985    | 192     | atakująca    |
| 2                                                      | Paola Croce               | 1978    | 167     | libero       |
| 3                                                      | Dorota Świeniewicz        | 1972    | 180     | przyjmująca  |
| 5                                                      | Marina Katić              | 1983    | 184     | rozgrywająca |
| 7                                                      | Irina Kiriłłowa           | 1965    | 180     | rozgrywająca |
| 8                                                      | Catia Ceppitelli          | 1986    | 184     | środkowa     |
| 9                                                      | Chiara Di Iulio           | 1985    | 184     | przyjmująca  |
| 9                                                      | Chiara Arcangeli          | 1983    | 167     | libero       |
| 10                                                     | Simona Fogalesi           | 1974    | 180     | rozgrywająca |
| 11                                                     | Simona Gioli              | 1977    | 185     | środkowa     |
| 12                                                     | Taismary Agüero           | 1977    | 177     | atakująca    |
| 13                                                     | Mirka Francia Vasconcelos | 1975    | 184     | przyjmująca  |
| 14                                                     | Katia Monteiro            | 1973    | 172     | rozgrywająca |
| 15                                                     | Valeria Marletta          | 1976    | 190     | środkowa     |
| 18                                                     | Nancy Metcalf             | 1978    | 186     | atakująca    |
| Zmiany kadrowe w trakcie sezonu                        |                           |         |         |              |
| Przyszła                                               | Przyszła                  | Odeszła | Odeszła | Odeszła      |
| Karina Ocasio (od 27.10.2003) (Mets de Guaynabo)       |                           |         |         |              |
| Nancy Metcalf (od 28.10.2003) (Indias de Mayagüez)     |                           |         |         |              |
| Katia Monteiro (od 05.11.2003) (Cerdisa Reggio Emilia) |                           |         |         |              |

### Sezon 2002/2003
- Pierwszy trener:  Massimo Barbolini
- Asystent trenera:  Alessandro Chiappini

| 1                                            | Olga Potachowa            | 1976    | 204     | przyjmująca  |
| 2                                            | Paola Croce               | 1978    | 167     | libero       |
| 3                                            | Dorota Świeniewicz        | 1972    | 180     | przyjmująca  |
| 5                                            | Marina Katić              | 1983    | 184     | rozgrywająca |
| 6                                            | Maria del Rosario Romanò  | 1976    | 182     | środkowa     |
| 7                                            | Irina Kiriłłowa           | 1965    | 180     | rozgrywająca |
| 8                                            | Cristina Flamigni         | 1984    | 178     | przyjmująca  |
| 9                                            | Elisabetta Gilioli        | 1975    | 180     | przyjmująca  |
| 10                                           | Chiara Arcangeli          | 1983    | 167     | libero       |
| 11                                           | Simona Gioli              | 1977    | 185     | środkowa     |
| 12                                           | Taismary Agüero           | 1977    | 177     | atakująca    |
| 13                                           | Mirka Francia Vasconcelos | 1975    | 184     | przyjmująca  |
| 15                                           | Eleonora Bartoccini       | 1984    | 172     | rozgrywająca |
| Zmiany kadrowe w trakcie sezonu              |                           |         |         |              |
| Przyszła                                     | Przyszła                  | Odeszła | Odeszła | Odeszła      |
| Marina Katić (od 13.11.2002) (Kastela Split) |                           |         |         |              |

### Sezon 2001/2002
- Pierwszy trener:  Massimo Barbolini
- Asystent trenera:  Nicola Pezzetti

| 1                                                          | Mira Golubović            | 1976    | 188     | środkowa     |
| 2                                                          | Paola Croce               | 1978    | 167     | libero       |
| 3                                                          | Dorota Świeniewicz        | 1972    | 180     | przyjmująca  |
| 4                                                          | Francesca Ferretti        | 1984    | 180     | rozgrywająca |
| 5                                                          | Alexandra Boričić         | 1977    | 193     | przyjmująca  |
| 6                                                          | Chiara Arcangeli          | 1983    | 167     | libero       |
| 7                                                          | Irina Kiriłłowa           | 1965    | 180     | rozgrywająca |
| 8                                                          | Elisa Zeppoloni           | 1982    | 181     | przyjmująca  |
| 9                                                          | Elisabetta Gilioli        | 1975    | 180     | przyjmująca  |
| 10                                                         | Beatrice Zanotti          | 1976    | 186     | środkowa     |
| 11                                                         | Jelena Czebukina          | 1965    | 186     | środkowa     |
| 12                                                         | Taismary Agüero           | 1977    | 177     | atakująca    |
| 13                                                         | Mirka Francia Vasconcelos | 1975    | 184     | przyjmująca  |
| Zmiany kadrowe w trakcie sezonu                            |                           |         |         |              |
| Przyszła                                                   | Przyszła                  | Odeszła | Odeszła | Odeszła      |
| Irina Kiriłłowa (od 22.11.2001) (Capo Sud Reggio Calabria) |                           |         |         |              |
| Mirka Francia Vasconcelos (od 13.01.2002)                  |                           |         |         |              |

### Sezon 2000/2001
- Pierwszy trener:  Massimo Barbolini
- Asystent trenera:  Nicola Pezzetti

| 1                                                        | Susanne Lahme                                            | 1968                                                  | 183                                                   | środkowa/atakująca                                    |
| 2                                                        | Simona Fogalesi                                          | 1974                                                  | 180                                                   | rozgrywająca                                          |
| 3                                                        | Dorota Świeniewicz                                       | 1972                                                  | 180                                                   | przyjmująca                                           |
| 5                                                        | Natalia Mildenberger                                     | 1978                                                  | 190                                                   | środkowa                                              |
| 6                                                        | Jelena Czebukina                                         | 1965                                                  | 186                                                   | środkowa                                              |
| 7                                                        | Consuelo Mangifesta                                      | 1968                                                  | 178                                                   | przyjmująca                                           |
| 9                                                        | Elisa Zeppoloni                                          | 1982                                                  | 181                                                   | przyjmująca                                           |
| 9                                                        | Janis Kelly                                              | 1971                                                  | 175                                                   | przyjmująca                                           |
| 11                                                       | Magdalena Śliwa                                          | 1969                                                  | 173                                                   | rozgrywająca                                          |
| 12                                                       | Mira Golubović                                           | 1976                                                  | 188                                                   | środkowa                                              |
| 13                                                       | Marianna Merluzzi                                        | 1974                                                  | 180                                                   | środkowa                                              |
| Zmiany kadrowe w trakcie sezonu                          |                                                          |                                                       |                                                       |                                                       |
| Przyszła                                                 | Przyszła                                                 | Odeszła                                               | Odeszła                                               | Odeszła                                               |
| Mira Golubović (od 17.12.2000) (Pallavolo Reggio Emilia) | Mira Golubović (od 17.12.2000) (Pallavolo Reggio Emilia) | Natalia Mildenberger (do 07.01.2001) (CA River Plate) | Natalia Mildenberger (do 07.01.2001) (CA River Plate) | Natalia Mildenberger (do 07.01.2001) (CA River Plate) |

### Sezon 1999/2000
- Pierwszy trener:  Massimo Barbolini
- Asystent trenera:  Paolo Collavini

| 1                                                             | Susanne Lahme                                                 | 1968                                                | 183                                                 | środkowa                                            |
| 2                                                             | Rosali de Melo Martins                                        | 1973                                                | 185                                                 | środkowa                                            |
| 3                                                             | Taismary Agüero                                               | 1977                                                | 177                                                 | atakująca                                           |
| 4                                                             | Andreia Marras                                                | 1971                                                | 178                                                 | rozgrywająca                                        |
| 5                                                             | Jelena Popowa                                                 | 1971                                                | 191                                                 | atakująca                                           |
| 6                                                             | Sara Baldelli                                                 | 1978                                                | 180                                                 | przyjmująca                                         |
| 7                                                             | Consuelo Mangifesta                                           | 1968                                                | 178                                                 | przyjmująca                                         |
| 8                                                             | Regla Torres Herrera                                          | 1975                                                | 191                                                 | środkowa                                            |
| 9                                                             | Regla Bell                                                    | 1970                                                | 180                                                 | przyjmująca                                         |
| 10                                                            | Magdalena Śliwa                                               | 1969                                                | 173                                                 | rozgrywająca                                        |
| 11                                                            | Dorota Świeniewicz                                            | 1972                                                | 180                                                 | przyjmująca                                         |
| 12                                                            | Marianna Merluzzi                                             | 1974                                                | 180                                                 | środkowa                                            |
| 15                                                            | Jelena Jelfimowa                                              | 1972                                                | 192                                                 | przyjmująca                                         |
| 16                                                            | Mirka Francia Vasconcelos                                     | 1975                                                | 184                                                 | przyjmująca                                         |
| Zmiany kadrowe w trakcie sezonu                               |                                                               |                                                     |                                                     |                                                     |
| Przyszła                                                      | Przyszła                                                      | Odeszła                                             | Odeszła                                             | Odeszła                                             |
| Mirka Francia Vasconcelos (od 27.11.1999) (Romanelli Firenze) | Mirka Francia Vasconcelos (od 27.11.1999) (Romanelli Firenze) | Consuelo Mangifesta (do 11.12.1999) (Las Tortoreto) | Consuelo Mangifesta (do 11.12.1999) (Las Tortoreto) | Consuelo Mangifesta (do 11.12.1999) (Las Tortoreto) |
| Jelena Jelfimowa (od 06.02.2000) (Cosme Ceis Vicenza)         |                                                               |                                                     |                                                     |                                                     |

### Sezon 1998/1999
- Pierwszy trener:  Massimo Barbolini
- Asystent trenera:  Benedetto Rizzuto

| 1                                                            | Jelena Popowa        | 1971    | 191     | atakująca             |
| 2                                                            | Cecilia Fontanella   | 1977    | 180     | środkowa              |
| 3                                                            | Dorota Świeniewicz   | 1972    | 180     | przyjmująca           |
| 4                                                            | Regla Torres Herrera | 1975    | 191     | środkowa              |
| 5                                                            | Consuelo Mangifesta  | 1968    | 178     | przyjmująca           |
| 6                                                            | Sara Baldelli        | 1978    | 180     | atakująca             |
| 7                                                            | Marcela Ritschelová  | 1972    | 191     | środkowa              |
| 8                                                            | Raffaella Ruggiero   | 1982    | 180     | przyjmująca           |
| 9                                                            | Cecilia Marcacci     | 1981    | 181     | przyjmująca           |
| 10                                                           | Taismary Agüero      | 1977    | 177     | atakująca             |
| 11                                                           | Magdalena Śliwa      | 1969    | 173     | rozgrywająca          |
| 11                                                           | Erika Limoncini      | 1973    | 182     | przyjmująca/atakująca |
| 12                                                           | Regla Bell           | 1970    | 180     | przyjmująca           |
| 13                                                           | Marianna Merluzzi    | 1974    | 180     | środkowa              |
| Zmiany kadrowe w trakcie sezonu                              |                      |         |         |                       |
| Przyszła                                                     | Przyszła             | Odeszła | Odeszła | Odeszła               |
| Regla Torres Herrera (od 22.11.1998) (Omnitel Volley Modena) |                      |         |         |                       |
| Regla Bell (od 22.11.1998) (Centro Ester Neapol)             |                      |         |         |                       |
| Taismary Agüero (od 22.11.1998)                              |                      |         |         |                       |